# Бахчисарайский историко-культурный и археологический музей-заповедник
Бахчисара́йский исто́рико-культу́рный и археологи́ческий музей-запове́дник (укр. Бахчисарайський історико - культурний та археологічний музей - заповідник, крымскотат. Bağçasaray devlet tarihiy-medeniy qoruğı, Багъчасарай девлет тарихий-медений къоругъы) — комплекс памятников истории и архитектуры в Крыму.
Датой основания музея считается 4 октября (по старому стилю), 17 октября (по новому) 1917 года (приказ № 57 Таврического губернского комиссара Временного Российского правительства). На должность директора был назначен Усеин Боданинский — известный крымскотатарский просветитель. Открытый для посещения в 1917 г. Бахчисарайский музей тюркско-татарской культуры (так он тогда назывался) существовал на средства, отпускаемые городской управой, и на пожертвования.
При управлении дворца-музея был организован совет, в который вошли наиболее известные в Крыму ученые, деятели культуры: Н. И. Кузнецов, А. И. Маркевич, П. П. Сушков, О. Акчокраклы. В местном периодическом издании «Терджиман» («Переводчик») члены совета постоянно обращались к населению с призывом сохранять исторические памятники, собирать в музей предметы этнографии, искусства, быта. За короткий срок своего существования музей пополнил фонды до 2 тыс. единиц.
В 1921 г. специальным приказом Крымского ревкома «пещерные города»: Чуфут-Кале, Мангуп-Кале, Эски-Кермен, Тепе-Кермен, а также «ханские кладбища» и все «дюрбе» Бахчисарайского района наряду с другими историческими памятниками Крыма и музеями объявлялись собственностью республики и передавались в полное распоряжение Крымохриса. В сентябре 1922 г. Бахчисарайский музей был включен в список общегосударственных музеев, что позволила значительно расширить научную деятельность, увеличить штат сотрудников, организовать плановые экспедиции, командировки.
С 2015 года Бахчисарайский историко-культурный заповедник становится Государственным бюджетным учреждением Республики Крым «Бахчисарайский историко-культурный и археологический музей-заповедник».
В 2017 году Почтой России выпущен почтовый блок, посвященный музею-заповеднику.

## Директора
- Боданинский Усеин Абдрефиевич (1917—1934)
- Файков Бекир Ибраимович (1934—1935)
- Дашевский Владимир Львович (1935—1937)
- Малинский Фёдор Иосифович (1940)
- Евланов В. А. (1941)
- Касьяненко Виктор Денисович (1981—1987)